# Зимбабвийский конституционный референдум (2013)
Конституционный референдум в Зимбабве проходил 16 марта 2013 года для одобрения проекта новой Конституции страны. Начиная с июня 2011 года референдум несколько раз откладывался. В результате референдума Конституция была одобрена подавляющим большинством голосов: за проект Конституции проголосовало около 95 %. Явка составила около 50 %.

## Новая Конституция
В отличие от предыдущего основного закона Зимбабве проект новой Конституции ограничивает президента двумя сроками и передаёт больше власти парламенту, но не предусматривает поста премьер-министра. Однако, ограничение в два срока не применяется к предыдущим президентским срокам, то есть отсчёт начинается только с момента принятия Конституции. Кроме этого, проект новой Конституции предусматривает Закон о правах, который должен обеспечить свободу слова, передачу больше власти от центральных органов местным, отсутствие права вето у президента на законотворческую деятельность парламента и снятие юридических проблем при перераспределении земли.
Обе основные партии Зимбабве Движение за демократические перемены — Цвангираи (MDC-T) и Африканский национальный союз Зимбабве — Патриотический фронт (ZANU-PF) поддержали принятие новой Конституции. Однако независимая Национальная конституционная ассамблея отрицательно оценила проект и вынесла заключение, что он должен быть отвергнут.

## Предвыборная обстановка
В марте 2008 года на парламентских выборах победу одержала оппозиционная партия MDC-T, получив 100 из 210 мест, несмотря на многочисленные нарушения со стороны правящей ZANU-PF во главе с зимбабвийским диктатором Робертом Мугабе. Тогда же Морган Цвангираи одержал победу в президентских выборах. Официальные данные показывали, что Цвангираи набрал 48 % против 43 % у Мугабе. ЦИК объявил о необходимости второго тура, назначенного на май. За неделю до второго тура Цвангираи заявил, что снимает свою кандидатуру в связи с многочисленными нападениями на его сторонников. В результате второй тур прошёл с единственным кандидатом Мугабе, который вновь стал президентом.
Под давлением ООН и международной общественности в феврале 2009 года Мугабе заявил о создании нового правительства, проведении реформ и введения мер по введению новой Конституции.
Референдум был оплачен международными спонсорами, так как страна не имела средств на его проведение. Западным наблюдателям было отказано в присутствии как на референдуме, так и на последующих за ним президентских выборах.

## Результаты
| Да или нет               | Голосов   | Процент  |
| ------------------------ | --------- | -------- |
| Да                       | 3 079 966 | 94,49 %  |
| Нет                      | 179 489   | 5,51 %   |
| Действительных голосов   | 3 259 455 | 98,29 %  |
| Недействительных голосов | 56 627    | 1,71 %   |
| Всего голосов            | 3 316 082 | 100,00 % |
| Явка                     | >50 %     | >50 %    |
| Источник: BBC            |           |          |

## Последствия референдума
Европейский союз отметил, что референдум был «мирным, успешным и достоверным» волеизъявлением народа, и отменил запрет на въезд, наложенный в 2002 году из-за нарушений прав человека и насилия на 81 официального представителя Зимбабве. Однако такой запрет сохранился в отношении Роберта Мугабе и 10 других наиболее высокопоставленных чиновников.